# Mastomys natalensis
Mastomys natalensis — вид гризунів родини Мишові (Muridae).

## Поширення
Зустрічається в Африці на південь від Сахари. У різних регіонах можна виділити шість різних генетичних груп: одна в Західній Африці, одна в Центральній Африці, одна в Південній Африці і три в Східній Африці.
Його природними середовищами існування є субтропічні або тропічні сухі ліси, субтропічні або тропічні вологі рівнинні ліси, сухі савани, вологі савани, субтропічні або тропічні сухі чагарники, субтропічні або тропічні вологі чагарники, орні землі, пасовища, сільські сади, міські території, зрошувані землі та сезонно підтоплювані сільськогосподарські угіддя. Ці гризуни тісно спілкуються з людьми і зазвичай зустрічаються в африканських селах і навколо них.

## Взаємодії з людьми
Цей вид використовувався як лабораторна тварина з 1939 року. Він має велике значення для дослідників, які зосереджувалися на раку шлунка та спонтанних пухлинах. Це також найважливіший резервуар вірусу гарячки Ласса.